# Condette
Condette település Franciaországban, Pas-de-Calais megyében. Lakosainak száma 2456 fő (2022. január 1.). Condette Saint-Étienne-au-Mont, Isques, Nesles, Neufchâtel-Hardelot, Verlincthun és Hesdigneul-lès-Boulogne községekkel határos.

## Népesség
A település népességének változása:
| Lakosok száma | 2567 | 2539 | 2614 | 2506 | 2486 | 2485 | 2482 | 2469 | 2456 |
|               | 2013 | 2015 | 2016 | 2017 | 2018 | 2019 | 2020 | 2021 | 2022 |